# Valdistrikt
Ett valdistrikt är ett område med röstberättigade i ett val.
I Finland motsvaras begreppet valdistrikt av röstningsområden.

## Valdistrikt i Sverige
Ledamöter väljs från valkretsar medan valdistrikten syftar till att fördela väljare och röster jämnt över valområdet. Detta för att effektivisera den preliminära rösträkningen och för att det inte ska uppstå köer. Ingen ledamot väljs således från ett enskilt valdistrikt utan från valkretsen som helhet.
Valdistrikten i Sverige ska bestå av mellan 1 000 och 2 000 röstberättigade. Om det finns särskilda skäl får ett valdistrikt omfattade färre än 1 000 eller fler än 2 000. Ett valdistrikt får omfatta färre än 300 röstberättigade endast om det finns synnerliga skäl, ofta gäller det öar med liten befolkning. Länsstyrelsen beslutar om indelningen i valdistrikt på förslag av kommunfullmäktige. Sådana beslut måste ha fattats senast den 1 december året innan valåret för att gälla vid nästa val.
Vid valet 2006 fanns det 5 783 valdistrikt, vid valet 2010 fanns det 5 668 valdistrikt och vid valet 2014 fanns 5 837 det valdistrikt i landet (exklusive s.k. onsdagsdistrikt) och 2018 fanns det 6004 valdistrikt.
Till varje valdistrikt hör en vallokal. Så länge varje valdistrikt har en egen vallokal får denna dock förläggas till ett annat valdistrikt i valkretsen, och en byggnad får också inhysa flera vallokaler. Det är valnämnden i kommunen som bestämmer vilka lokaler som ska användas som vallokaler. Vallokalen är endast öppen på valdagen och det är endast de väljare som bor i valdistriktet som får rösta där.
Ett valdistrikt kan också fungera som ett så kallat placeringsdistrikt. Detta är ett helt vanligt valdistrikt som har utsetts av valnämnden för att ta emot och räkna utlandsröster och röster från väljare vars gamla adress inte längre existerar.
På valdagen räknas valsedlarna per valdistrikt varvid man även lägger till förtidsrösterna.  Detta redovisas som distriktets valresultat på valmyndighetens hemsida.
De förtidsröster som inte hinner till sitt valdistrikt på valdagen samlas i ett särskilt 'onsdagsdistrikt' och räknas samman där.  Ett onsdagsdistrikt motsvarar en kommunvalkrets eller kommun om kommunen inte är valkretsindelad. Detta för att valhemligheten inte ska röjas. 
Detta medför också att det tillkommer ett visst antal distrikt i det slutliga resultatet om man jämför mot valnattsresultatet. Antalet distrikt som skiljer beror på hur många kommuner som vid aktuellt val är valkretsindelade. I valet 2010 tillkom 81 onsdagsdistrikt .

### Teknik
Lantmäteriverket har utvecklat en GIS-applikation som hjälper länsstyrelserna och kommunerna att på ett säkert sätt redigera gränserna för valdistrikten. Valdistrikten finns inritade på en digital karta som tillsammans med folkbokföringsuppgifter ger möjlighet att inför valen ta fram valdistrikt med optimal indelning. 
Valresultatet i enskilda valdistrikt kan enkelt följas med hjälp av klickbar webbkarta som till valet 2006 vidareutvecklades och blev helt automatiserad.